# Sámi Grand Prix
Sámi Grand Prix, även Samiska melodifestivalen, är en samisk musiktävling som anordnas av NRK i Kautokeino under påskhelgen varje år. Den har pågått sedan 1990. Tävlingen är uppdelad i två delar; i den första tävlar deltagarna med egenkomponerad jojk, i den andra med sång.

## Historik

### Bakgrund

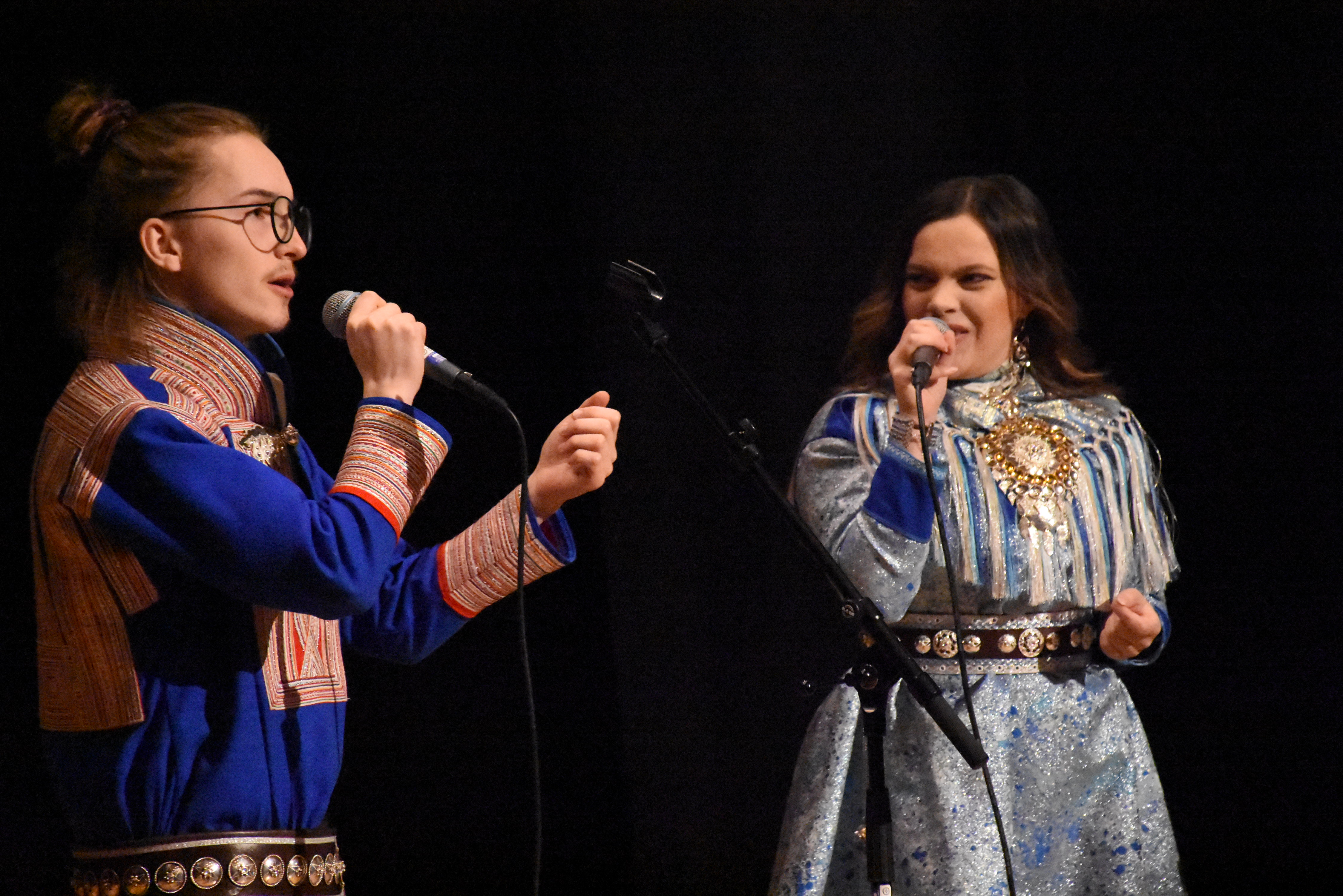
Vinnarna av sångklassen i Sámi Grand Prix 2021, Lávre Johan Eira från Norge och Hildá Länsman från Finland, framför sitt bidrag.

Sámi Grand Prix är en låttävling som etablerades 1990 som ett tillägg till Samisk påskfestival. Påskfestivalen har varit ett årligt evenemang i Kautokeino och bygdernatrakten runt omkring sedan 1972. Konserterna som arrangerades på påskafton blev festivalens höjdpunkt, där allteftersom varje jojkare och sångare från hela Sápmi uppträtt. Från 1974 användes den då nybyggda "Plasshallen" som arena för tävlingarna.
I januari 1990 sände arrangörerna av Påskfestivalen, Kautokeino sameförening och Kautokeino sameungdomsförening, ut ett pressutskick med inbjudan till samer i hela Norden för att delta i världens första "helsamiska melodifestival", Sámi Grand Prix. Arrangemanget genomfördes trots att arrangörerna inte fick något statligt ekonomiskt stöd det året.
Sámi Grand Prix har årligen arrangerats i Kautokeino på påskafton sedan 1990, med undantag från 2020 då den avlystes som till följd av sanktionerna som infördes under covid-19-pandemin. De tre första tävlingarna hölls i "Plasthallen", och från 1993 har idrottshallen Báktehárji använts som arena.
Under 1990-talet hade arrangörerna av Påskfestivalen och Sámi Grand Prix ansamlat ett större ekonomiskt underskott, och behovet för att en stiftelse skulle ta över driften av festivalen uppstod. 2000 grundade Kautokeino sameförening, Kautokeino kommun och Beaivváš stiftelsen Samisk musikfestival, som senare har varit tävlingens huvudarrangör. Sedan 2022 har NRK varit medarrangör av Sámi Grand Prix.

### Tävlingen sedan 1990
Under 1990-talet utvecklades Sámi Grand Prix från att vara en närmast lokal tävling med deltagare från Finnmark till ett mer mångfaldigt arrangemang med bidrag från hela Norden. Av 17 inskickade bidrag 1990, valde nomineringskommittén ut åtta deltagare i kategorin sång och fyra i kategorin jojk, varav elva av deltagarna kom från den norska sidan av Sápmi och en från Sverige. Från 1991 till 1994 var alla deltagande musiker från Norge, och huvudsakligen från Kautokeino, Karasjok och Masi. Musikern Niko Valkeapää, som deltog tre gånger de här åren och vann 1994 och 1995, kommer ursprungligen från Finland, men bodde i Kautokeino. Fram mot slutet av 1990-talet, och speciellt från millennieskiftet, ökade antalet deltagare i tävlingen från Sverige och Finland. 2001 representerades den samiske befolkningen i Ryssland för första gången i tävlingen. Deltagarna från Ryssland vann jojkdelen 2001 och sångdelen 2002.
Fram till 2005 var tävlingen öppen för alla, även barn. Bland annat deltog 13 år gamla Siv Tanja Gaup 1991 och 2003 var två av deltagarna 14 år. 2005 vann den finska gruppen Poppoom, som var en kvartett barn från Utsjoki i åldrarna 12 till 14 år, sångkategorin. Segern fick arrangörerna att diskutera om det borde finnas en lägsta åldersgräns för att få delta, då det inte var rätt att låta barn tävla mot vuxna. Inför Sámi Grand Prix 2006 klubbades det igenom att artisterna måste ha fyllt 16 år för att få delta.
I media har intresset för tävlingen gått från att huvudsakligen ha omtalats i lokalatidningar och få korta nyhetsinslag i rikstäckande media och TV till att bli en direktsänd tävling i NRK:s huvudkanal med omfattande förhandssnack och marknadsföring. 1991 gjorde Sameradion en inspelning av tävlingen, och gjorde ett kortare inslag till NRK:s nyhetssändning. De följande åren producerade de ett TV-program från tävlingen, som senare sändes i Sameradion, och från 1993 sändes tävlingen direkt i Sameradion. Från 1994 sände också NRK P2 tävlingen direkt i Nord-Norge. 2022 direktsändes Sámi Grand Prix för första gången i NRK1, SVT Play och Yle Arenan.

### Sámi Grand Prix och Liet International

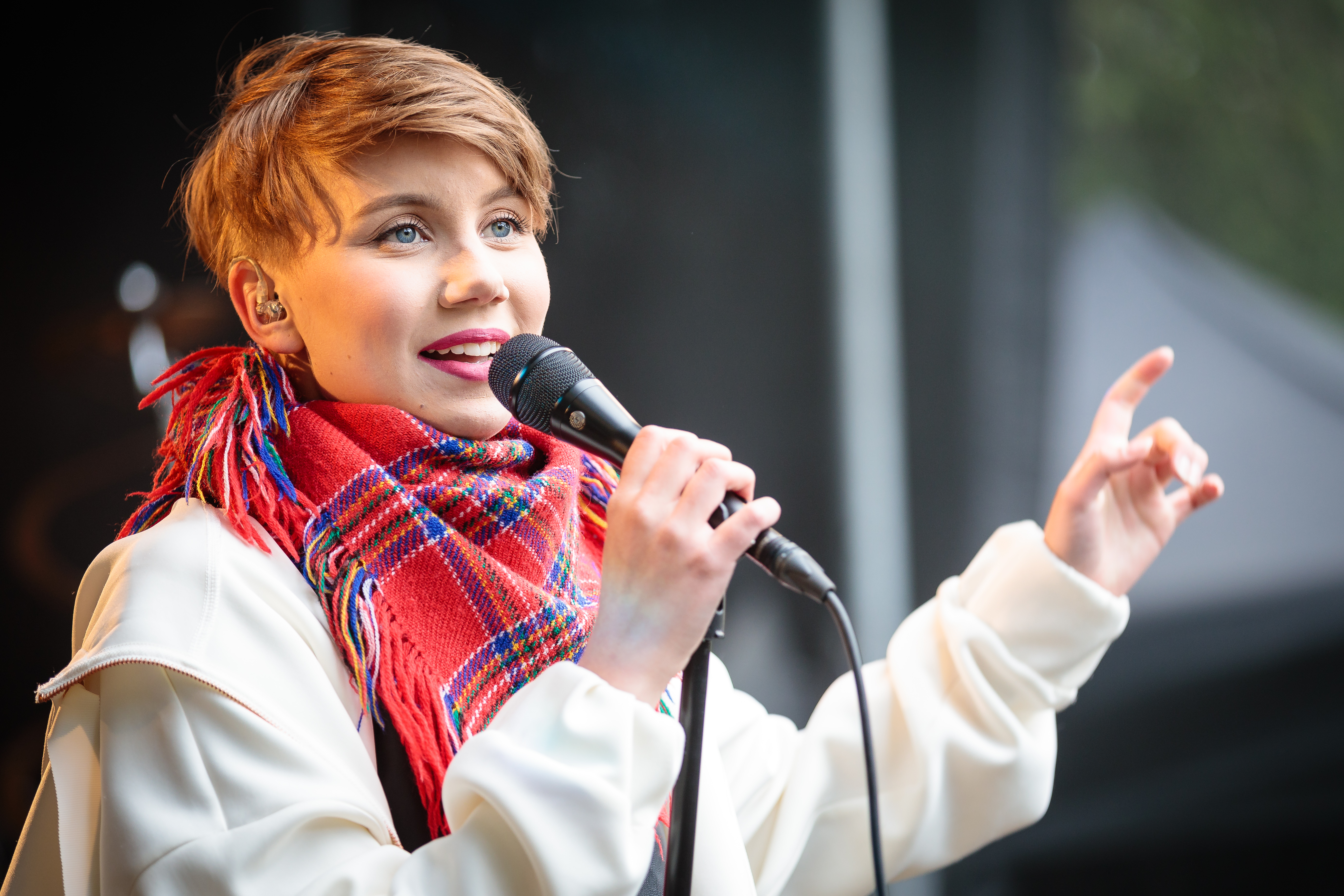
Ella Marie Hætta Isaksen vann sångklassen i Sámi Grand Prix 2016 och Liet Internasjonal 2017.

Sedan 2006 har Sámi Grand Prix haft funktionen som en kvalifiktionsrunda till den relaterade tävlingen Liet International (också känd som Liet-Lávlut), en internationell sångtävling för minoritetsspråk i Europa. Vinnaren av kategorin sång vinner rätten att få representera Sápmi i Liet International. Den norsk-svenska duon Ellen Sara Bæhr och Johan Kitti (2006), den finska gruppen SomBy (2009) och den norska sångaren Ella Marie Hætta Isaksen (2017) är artister som har vunnit både Sámi Grand Prix och Liet International.
2017 var Kautokeino arrangörsstad för Liet International. Tävlingen planerades ursprungligen att hållas 2016, men utebliven finansiering gjorde att den flyttades och arrangerades som en del av Påskfestivalen 2017, två dagar innan Sámi Grand Prix.

## Vinnare i sångdelen
| År   | Land                                           | Artist                                         | Sång                                           |
| ---- | ---------------------------------------------- | ---------------------------------------------- | ---------------------------------------------- |
| 1990 | Norge                                          | Sáve                                           | "Muital midjiide"                              |
| 1991 | Norge                                          | Marit Elisabeth Hætta Øverli                   | "Jáddá go beaivi?"                             |
| 1992 | Norge                                          | Audhild Valkeinen                              | "Máná eallinmokta"                             |
| 1993 | Norge                                          | Ann-Mari Andersen                              | "Ráhkisvuohta seamma lea"                      |
| 1994 | /                                              | Inger Marie Gaino Nilut och Niko Valkeapää     | "Duinna gávnnadit"                             |
| 1995 | Finland                                        | Niko Valkeapää                                 | "Vádjolus"                                     |
| 1996 | Norge                                          | Nils Henrik Buljo                              | "Go beaivváš badjána"                          |
| 1997 | Norge                                          | Anne Inger och Marit Elisabeth Eira            | "Don"                                          |
| 1998 | Norge                                          | Anja Vesterheim                                | "Guorus váibmu"                                |
| 1999 | Norge                                          | Anja Vesterheim                                | "Boares muitu"                                 |
| 2000 | Norge                                          | Marit Susanne Utsi                             | "Duinna"                                       |
| 2001 | Sverige                                        | Sofia och Anna                                 | "Meahci mánná"                                 |
| 2002 | Ryssland                                       | Elvira Galkina                                 | "Immel agk"                                    |
| 2003 | Sverige                                        | Sofia Jannok                                   | "Liekkas"                                      |
| 2004 | Sverige                                        | Johan Kitti                                    | "Eŋgelat lávllodit"                            |
| 2005 | Finland                                        | Poppoo                                         | "Giella ii leat jáddan"                        |
| 2006 | /                                              | Johan Kitti och Ellen Sara Bæhr                | "Luđiin muitalan"                              |
| 2007 | Sverige                                        | Ola Stinnerbom                                 | "Snowflow"                                     |
| 2008 | Norge                                          | Elin Kåven                                     | "Áibbas jaska"                                 |
| 2009 | Finland                                        | SomBy                                          | "Ii iđida"                                     |
| 2010 | Sverige                                        | Pia-Maria Holmgren                             | "Geaidnu"                                      |
| 2011 | Norge                                          | rOlfFa                                         | "Gulatgo Mu"                                   |
| 2012 | Norge                                          | Inger Karoline Gaup                            | "Oainnat go"                                   |
| 2013 | Sverige                                        | Melina Kuhmunen och Johan Kitti                | "Árran"                                        |
| 2014 | Finland                                        | Heli Aikio                                     | "Naharij kanda"                                |
| 2015 | Norge                                          | Nils Henrik Buljo                              | "1+1"                                          |
| 2016 | Norge                                          | Ella Marie Hætta Isaksen                       | "Luoddaearru"                                  |
| 2017 | Norge                                          | Inger Marie Gaino Nilut                        | "Min duovdagat"                                |
| 2018 | Norge                                          | Inger Karoline Gaup                            | "Oainnát go?"                                  |
| 2019 | Sverige                                        | Saara Hermansson                               | "Mov laavlome"                                 |
| 2020 | spelades inte 2020 på grund av Corona-pandemin | spelades inte 2020 på grund av Corona-pandemin | spelades inte 2020 på grund av Corona-pandemin |
| 2021 | /                                              | Lávre Johan Eira och Hildá Länsman             | "Jođi"                                         |
| 2022 | Finland                                        | Ingá-Máret Gaup-Juuso                          | "Dovdameahttumii"                              |
| 2023 | Norge                                          | Mihka och Andreas                              | "Ále guođe mu"                                 |
| 2024 | Norge                                          | ByCecilia                                      | "Mannem åajaldahtem"                           |

## Vinnare av jojkdelen
| År   | Land                                           | Artist                                          | Jojk                                           |
| ---- | ---------------------------------------------- | ----------------------------------------------- | ---------------------------------------------- |
| 1990 | Norge                                          | Johan Anders Eira                               | "Báktevári searat"                             |
| 1991 | Norge                                          | Anders Nils J. Eira                             | "Anders Nils Eira"                             |
| 1992 | Norge                                          | Anders Nils J. Eira                             | "Johan M. Kemi"                                |
| 1993 | Norge                                          | Marit Gaup Eira                                 | "Mihkkal Juhán"                                |
| 1994 | Norge                                          | Anders Aslak N. Eira                            | "Mathis Rasmus"                                |
| 1995 | Norge                                          | Anders Aslak N. Eira                            | "Nils Lars"                                    |
| 1996 | Norge                                          | Anders P. Bongo                                 | "Mikkel Ánná"                                  |
| 1997 | Norge                                          | Marit Gaup Eira                                 | "Hilbon Májjáš"                                |
| 1998 | Norge                                          | Nils Jørgen Utsi                                | "John Máhtte"                                  |
| 1999 | Norge                                          | Berit Anne Oskal Kemi                           | "Dovnnas luohtái"                              |
| 2000 | Sverige                                        | Lars Ante Kuhmunen                              | "Gabna duottar"                                |
| 2001 | Ryssland                                       | Anfissa Agueva                                  | "Meleš"                                        |
| 2002 | Norge                                          | Ellen Oskal                                     | "Ellen Sara Oskal Gaup"                        |
| 2003 | Norge                                          | Marit Gaup Eira                                 | "John Martin"                                  |
| 2004 | Norge                                          | John Mathis Utsi                                | "Issát Ánte"                                   |
| 2005 | Norge                                          | Anne Berit Peltoperä och Solveig Skum Solbakken | "Áinnut"                                       |
| 2006 | Finland                                        | Anna-Reetta Niemelä                             | "Golleeatnama mánná"                           |
| 2007 | Norge                                          | Anne Berit Peltoperä                            | "Helene"                                       |
| 2008 | Norge                                          | Ánte Niillas N. Bongo                           | "Sara Inga"                                    |
| 2009 | Norge                                          | Inga Biret Márjá Triumf och Ann Caroline Eira   | "Johan Martin Eira"                            |
| 2010 | Norge                                          | John Mathis A. Utsi                             | "Rásttoš Jovnna"                               |
| 2011 | Norge                                          | Jan Ole Hermansen                               | "Inga Karita"                                  |
| 2012 | Norge                                          | Marit Kristine H. Sara                          | "Máhtte Ánte"                                  |
| 2013 | Norge                                          | Per Bueng                                       | "Kate Heidi"                                   |
| 2014 | Sverige                                        | Jörgen Stenberg                                 | "Nejla"                                        |
| 2015 | Norge                                          | Johan Anders Bær                                | "Skomáhkár Ánde"                               |
| 2016 | Norge                                          | Johan Ivvár Gaup                                | "Mikkel Andreas"                               |
| 2017 | Norge                                          | John-André Eira                                 | "Svein Egil"                                   |
| 2018 | Norge                                          | Hans Ole Eira                                   | "Mina Helene"                                  |
| 2019 | Norge                                          | Kim Hallgeir Berg                               | "John Heandarat"                               |
| 2020 | spelades inte 2020 på grund av Corona-pandemin | spelades inte 2020 på grund av Corona-pandemin  | spelades inte 2020 på grund av Corona-pandemin |
| 2021 | Norge                                          | Máhtte Ánte J. Sara                             | "Karen Marianne"                               |
| 2021 | Sverige                                        | Jörgen Stenberg                                 | "Skilgget"                                     |
| 2023 | Sverige                                        | Saara Hermansson                                | "Goeksege"                                     |
| 2024 | Sverige                                        | Nils Ove Kuorak                                 | "Njealječalmmát"                               |